# 五台山体育場
五台山体育場（簡体字:五台山体育场）は、中華人民共和国江蘇省南京市鼓楼区にある陸上競技場である。球技場としても使用される。南京五台山体育センターの一施設として、江蘇省体育局が管理運営を行っている。以前はサッカーの試合に多用されており、収容人員は18,500人である。

## 概要
新中国成立から間もない1952年に建設が開始されたが、まだ当時は経済的に貧しかった為に土木機械等が用意できず、南京市共青団員の人力作業によって建設された。その後も国際基準に合わせて何度か改修工事が行われている。かつては江蘇蘇寧や南京有有のホームスタジアムとして使用されていたが、南京オリンピック体育センター完成後はその地位を譲り、現在は江蘇蘇寧LFCがホームスタジアムとして使用する。2013年に拡張工事を行い、ユースオリンピック2014のサッカー会場として使用された。